# ميلان برشو
ميلان برشو هو لاعب كرة قدم صربي في مركز الوسط، ولد في 29 يونيو 1990 في كنين في كرواتيا. شارك مع منتخب صربيا تحت 17 سنة لكرة القدم ومنتخب صربيا تحت 19 سنة لكرة القدم. أما مع النوادي، فقد لعب مع راد بيوغراد.

## وصلات خارجية
- ميلان برشو على موقع الاتحاد الأوربي (الإنجليزية)
- ميلان برشو على موقع قاعدة بيانات كرة القدم.إي يو (الإنجليزية)
- ميلان برشو على موقع Soccerway.com (الإنجليزية)